# Heinrich Braun (Bildungsreformer)

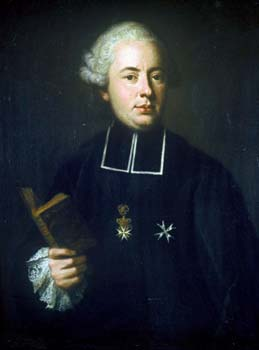
Heinrich Braun (Quelle: Bildergalerie der Bayerischen Akademie der Wissenschaften)

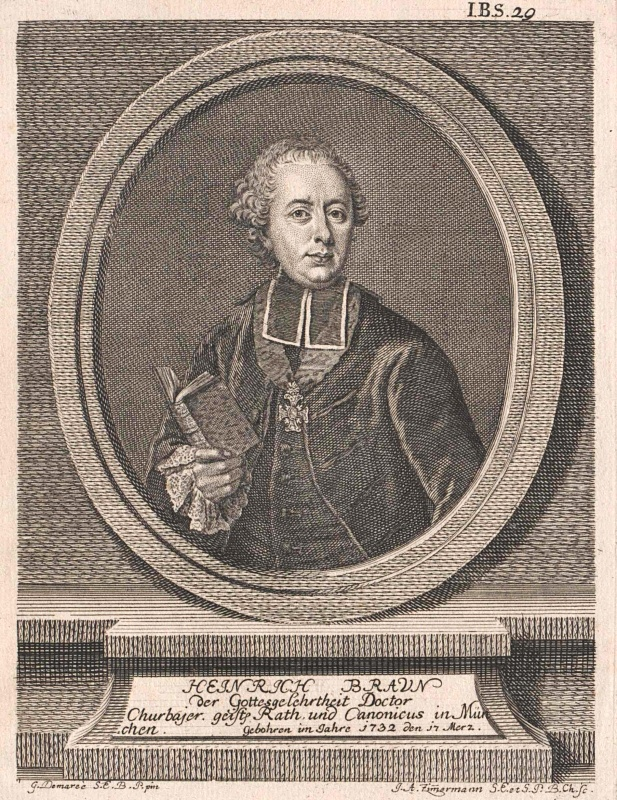
Heinrich Braun

Heinrich Braun (* 17. März 1732 in Trostberg an der Alz; † 8. November 1792 in München) war ein Bildungs- und Schulreformer in der Zeit der Aufklärung im Kurfürstentum Bayern.
Der Aufklärer gilt als „geistiger Vater der öffentlichen Volksschule in Bayern“, seine Lehrbücher bilden einen „Markstein in der Entwicklung der deutschen Schriftsprache in Bayern“ (Neue Deutsche Biographie).

## Leben
Braun trat als Benediktiner in das Kloster Tegernsee ein und wurde 1764 von Peter von Osterwald, dem Direktor der Philosophischen Klasse der Bayerischen Akademie der Wissenschaften, als Lehrer für deutsche Sprache, Dicht- und Redekunst an die Akademie geholt. Ein Jahr später wurde er auch als ordentliches Mitglied der Philosophischen Klasse in die Akademie berufen.
Als solches verfasste Braun, seit 1767 Kanonikus am Münchener Liebfrauenstift und seit 1768 Mitglied des Geistlichen Rates, einführende Werke in den Gebrauch der deutschen Sprache sowie ein deutsches Wörterbuch.
Mit diesen Schriften hatte Braun besondere Bedeutung im spätbarocken Sprachenstreit. Besonders mit seinem Werk Anleitung zur deutschen Sprachkunst wollte er zum einen die „Sprachverderberey“ bekämpfen, um „unsre alte baierische Muttersprache nach den Regeln einer richtigen Sprachkunst einzurichten, und wenigstens im Schreiben und Drucke eine Gleichförmigkeit mit den meisten übrigen deutschen Provinzen einzuführen“. Damit vertrat er eine deutlich moderatere Position als etwa davor die Schreiber des Parnassus Boicus, oder auch der aus dem Hochstift Passau stammende und am kaiserlichen Hof in Wien wirkende Johann Balthasar Antesperg, der mit seiner Kayserlichen Grammatick die alte Oberdeutsche Schreibsprache gegen die Befürworter des neuen sächsischen Hochdeutsch nach Johann Christoph Gottsched verteidigen wollte.
1768 legte er in einer Rede vor der Akademie seine Vorstellungen für die Umgestaltung des bayerischen Schulwesens dar. 1770 wurde Braun zum Landeskommissar für das Volksschulwesen ernannt und verfasste das Generalschulmandat, das die Reform der Volksschulen und die Einführung der Realschulen als Stätte für die nichtakademischen bürgerlichen Berufe begründete. 1771 verordnete er die allgemeine Schulpflicht, die aber ebenso wie seine weiterreichenden Vorstellungen zur Schulreform an Geld- und Lehrermangel praktisch nicht durchzusetzen war. Auch die Gelegenheit, nach der Auflösung des Jesuitenordens im Jahr 1773 das höhere Bildungswesen neu zu ordnen, scheiterte an der finanziellen Situation des Kurfürstentums, so dass die „Ex-Jesuiten“ in ihren Lyzeen weiterhin unterrichteten.
Dennoch gilt Heinrich Braun, seit 1777 Direktor aller Lyzeen und Gymnasien, Stadt- und Landschulen, als entscheidende Persönlichkeit in der bayerischen Aufklärung, der die neuhumanistische Bildungsidee in Bayern durchsetzte.

## Werke
- Anleitung zur deutschen Sprachkunst, Zum Gebrauche der Schulen in den Churlanden zu Baiern. Mit Genehmhaltung der Churbaierischen Akademie der Wissenschaften. München: gedruckt durch J. Fried. Ott und zu haben bey Franz Lorenz Richter, 1765
- Deutsch-orthographisches Wörterbuch, sammt einem Verzeichnisse, wie man die ausländischen Wörter, die zum öftesten vorkommen, gut deutsch geben könne; München: Akad. Bücherverlag, 1767
- Bedenken und Untersuchung der Frage: Ob man den Ordensgeistlichen die Pfarreyen und Seelsorge abnehmen soll oder nicht; Dem Projecte eines Weltgeistlichen der Regenspurgerdiöces entgegen gesetzt; Augsburg, Freyburg, 1768
- Vertheidigung des churbaierischen Amortizationsgesetzes, der Veremund Guflischen Vertheidigung der klösterlichen Rechte in zeitlichen Dingen Entgegen gesetzt von einem Gottesgelehrten; München: bey Joseph Aloys Crätz, 1768
- Heinrich Brauns Einführung in die Götterlehre der alten Griechen und Römer; zum Gebrauche der Schulen; Augsburg: Lotter, 1776
- Entwurf der Einrichtung des churfürstlich akademischen Gymnasiums zu Ingolstadt; München: J. A. von Crätz, 1777
- Entwurf einer sistematischen Lehrart in der katholischen Theologie für die theologischen Studien in Baiern; München: J. A. v. Crätz, 1777
- Anfangsgründe der lateinischen Sprache, zum Gebrauche der Vorbereitungsclassen in die churfürstlichen Gymnasien; München: Joh. Geo. Ruprecht, 1778
- Deutsches orthographisch-grammatisches Wörterbuch, mit einem Verzeichnisse ausländischer Wörter und Redensarten, welche im gemeinen Leben am öftesten vorkommen, und lieber deutsch gegeben werden sollen ; auf kurfürstlichen höchsten Befehl zum Gebrauche der deutschen Schulen herausgegebe; nun nach H. J. Ch. Adelungs grossem Wörterbuche, und andern guten Sprachlehrern um die Hälfte vermehrt, durchaus verbessert, und mit einigen kritisch- und etymologischen Anm.; München: Jos. Lentner, 1793

## Namensgeber für Straße
Nach Heinrich Braun wurde 1955 in München im Stadtteil Lerchenau-Ost (Stadtbezirk 24 – Feldmoching-Hasenbergl) der Heinrich-Braun-Weg benannt. ⊙